# Lingua mogholi

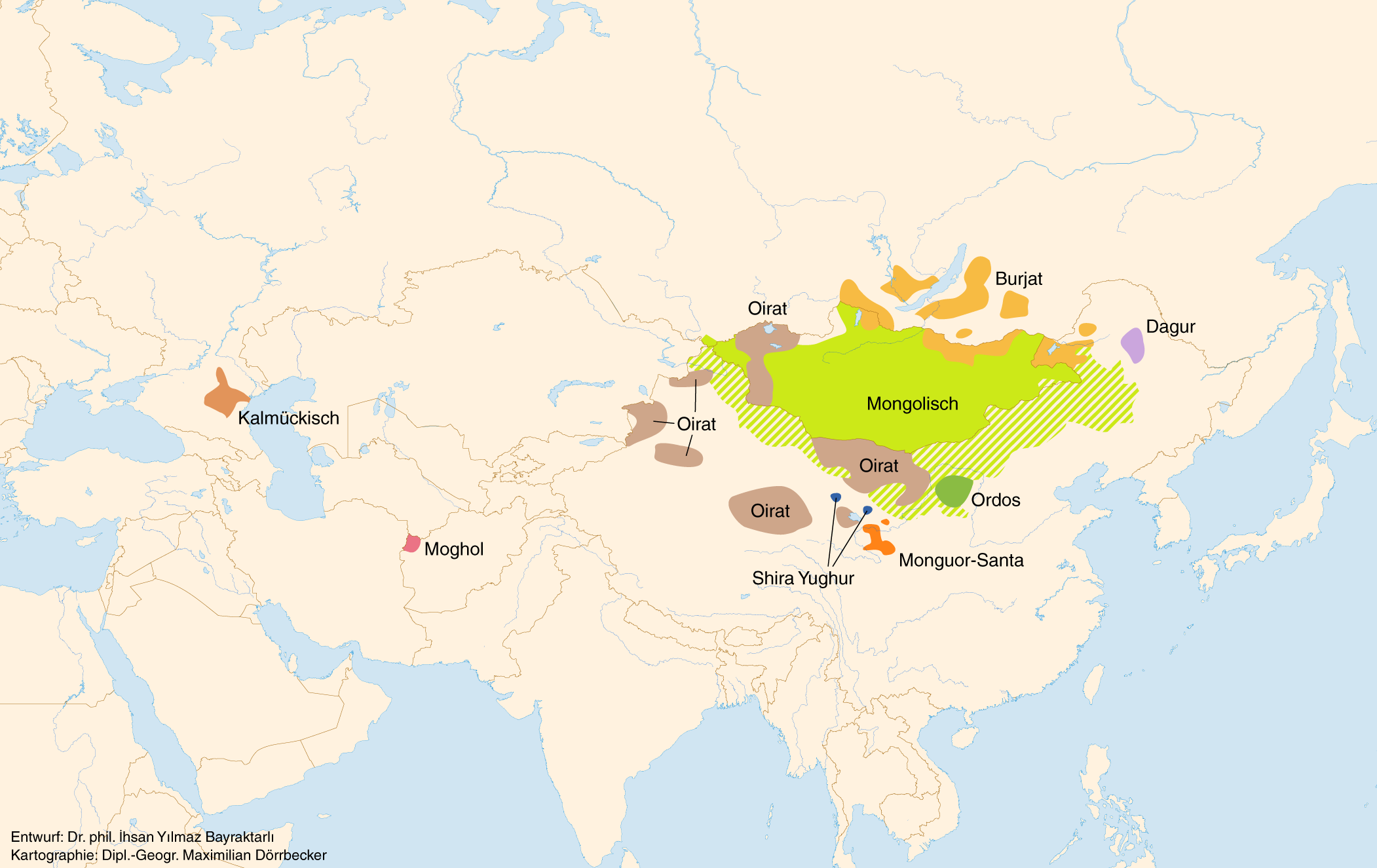
Mappa delle lingue mongoliche. Il Mogholi è rappresentato in rosso porpora, isolato, nell'angolo nord-occidentale dell'Afghanistan.

Il Mogholi (o Moghol o Mogul) è una lingua appartenente alla famiglia linguistica Mongolica, parlata nella regione di Herat in Afghanistan, nei villaggi di Kundur e Karez-i-Mulla. È la lingua madre del popolo Moghol, discendenti dei soldati mongoli di Gengis Khan, stanziati nel XIII secolo nella regione. La lingua è probabilmente estinta, in quanto sui circa 2000 membri della popolazione, attualmente censiti, non risulta che più nessuno la parli.
Nel 1970, quando lo studioso tedesco Michael Weiers, si recò in zona per studiare la lingua, erano rimaste poche persone che la parlavano, molti la comprendevano passivamente e tutti avevano più di 40 anni.
La lingua è stata fortemente influenzata dal Persiano, nella fonologia, morfologia e sintassi, portando  Weiers ad affermare che ha assunto l'aspetto di una "vera lingua creola asiatica".

## Grammatica
La grammatica Moghol evidenzia sostanziali influenze dal Persiano, avendovi preso in prestito anche classi grammaticali non presenti in altre lingue mongoliche.
Le parti del discorso sono: sostantivi, verbi, aggettivi, pronomi, preposizioni, avverbi e congiunzioni.
Le flessioni degli aggettivi per il comparativo ed il superlativo sono simili al Persiano per i suffissi -tar e -tariin, ma non per numero e caso.

### Fonologia
La fonologia Moghol è influenzata dalla lingua tagica.
Si basa su un sistema di sei vocali: /i e a u o ɔ/.
Le consonanti sono /p b f w m t d s z n l r t͡ʃ d͡ʒ ʃ ʒ j k g ʀ ʔ q h/ 

## Esempi
Weiers riporta la seguente poesia, del poeta Moghol Abd Al-Qadir. 
| Testo Moghol: Dotanamni dog baina Hawoi ukini aimag baina Nesoni ugunambi agar toni baiji Mota giri qara qurgani baina. Ekimni dard kina halmini geibe Bemoor boljambi kam khormini geibe Bemoor boljambi kam khormini khodai jaan Ena bemoreztu parwoimini geibe. | Traduzione: Dentro il mio cuore c'è una ferita La ragazza che ho cercato e lungo appartiene alla tribù Aimag Un segno io vi do, se accanto vi capiterà di stare vicino a lei Sappiate che nel suo ger (yurta) c'è un agnello nero La testa mi fa male, sono in cattive condizioni fisiche Sono malato ma non mi interessa Sono malato, ma la mia preoccupazione è l'amore per Dio A queste malattie non do (quindi) alcuna attenzione. |

Un'altra poesia Moghol (o canzone) di Abd Al-Qadir scritta in alfabeto arabo (sempre da Weiers):
| Testo Moghol: Argun-i kulkah utalat Cingiz kulkah ulu'at Nirah-ci-du kulkah gahat ya gaut al-a'zam gar bari Karyas-du-ci kibah nudun lar-i dazam iz abatun Mun abd qadir gai urun ya gaut al-a'zam gar bari | Traduzione: Signore dei signori, Arghun dei vecchi, Gengis re dei re Sotto il tuo nome tutto è vecchio, oh supremo mediatore prendi (la mia) mano Nel tuo recinto (campo) riposeranno gli occhi degli amici che soffrono Io stesso Abd Qadir, riposo in pace, oh supremo mediatore prendi (la mia) mano |

### Numerali
|    | Italiano  | Mongolo Classico | Moghol             |
| -- | --------- | ---------------- | ------------------ |
| 1  | "Uno"     | "Nigen"          | "Nika"             |
| 2  | "Due"     | "Qoyar"          | "Qyor"             |
| 3  | "Tre"     | "Ghurban"        | "Qurbun"           |
| 4  | "Quattro" | "Dorben"         | "Durbon"           |
| 5  | "Cinque"  | "Tabun"          | "Tuwan"            |
| 6  | "Sei"     | "Jirghughan"     | "Jurghan", "Shish" |
| 7  | "Sette"   | "Dologhan"       | "Jolan", "Huft"    |
| 8  | "Otto"    | "Naiman"         | "Hushtu"           |
| 9  | "Nove"    | "Yisun"          | "No"               |
| 10 | "Dieci"   | "Arban"          | "Arbon", "Da"      |